# Convención furry
Una convención furry es un encuentro formal de los miembros del furry fandom: gente que tiene interés por la idea de personajes animales con características humanas. Estas convenciones les dan a los fanes un espacio para reunirse, intercambiar ideas, realizar negocios y participar en actividades de entretenimiento y recreación centradas en el concepto del furry fandom. Habiendo surgido en California, Estados Unidos, a mediados de los años 1980, actualmente se realizan más de 25 convenciones furry anualmente en todo el mundo, la mayoría de ellas en América del Norte y Europa. 

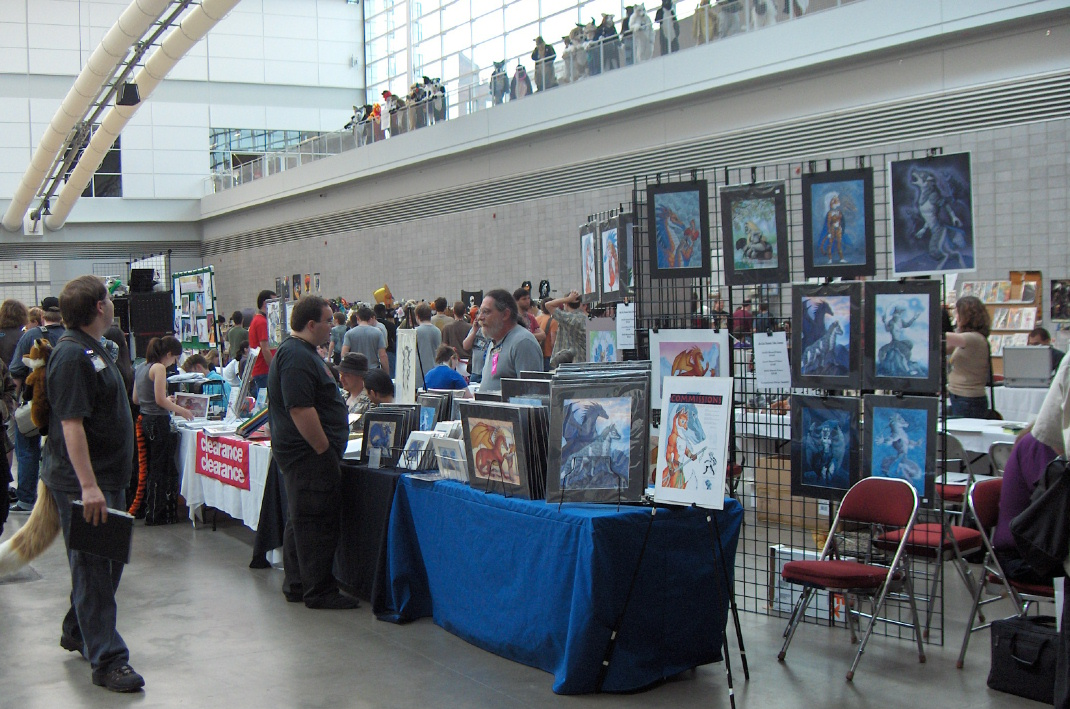
Cubil de Comerciantes (Dealers Den) y desfile de fursuits en Anthrocon 2006.

## Origen y evolución
Las convenciones furry comenzaron a mediados de 1986, con fiestas en convenciones populares de ciencia ficción, tales como Westercon y BayCon en la Bahía de San Francisco. Con el tiempo, estas fiestas se separaron para transformarse en convenciones propias, comenzando con ConFurence 0 en 1989. La asistencia a las convenciones furry ha ido aumentando; durante el período 2000-2006, se ha duplicado el número de convenciones, la asistencia total a éstas, y el tamaño máximo de una convención.
Las convenciones furry a veces comienzan como furmeets (reuniones), donde grupos de fanes locales se encuentran en un lugares y fechas establecidas. Mientras la comunidad local va creciendo, estos grupos realizan eventos que atraen la atención de fanes o vendedores, con lo cual son reconocidos como convenciones muy detalladas.
Otras convenciones surgen como consecuencia de eventos descontinuados; por ejemplo, Califur fue fundada en 2004, siguiendo a la última ConFurence en 2003, de modo que siguiera habiendo una convención furry en la Cuenca de Los Ángeles.
En Latinoamérica las dos principales convenciones furry son Brasil FurFest y Confuror, siendo esta última la más visitada durante su última edición en 2019.

## Actividades

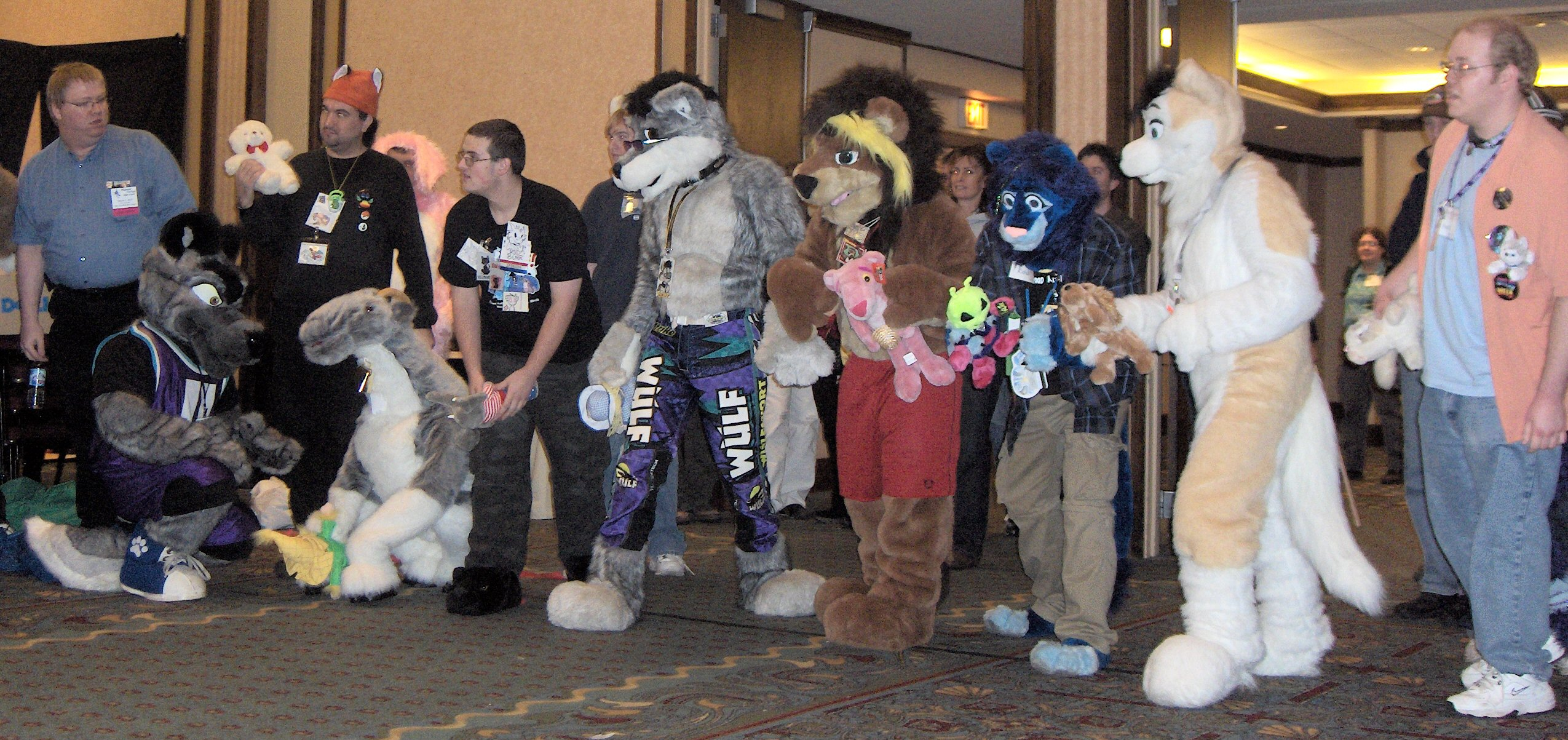
Furry fans preparándose para una carrera en Midwest FurFest, 2006.

El programa de una convención furry incluye presentaciones, paneles, talleres y tutoriales sobre la cultura antropomórfica, desde literatura, ficción y arte hasta ciencia, tecnología y espiritualidad. La convención generalmente provee un espacio para espectáculos de comediantes, diferentes tipos de juegos, juegos de rol entre ellos, así como varias obras de títeres y actuaciones.
La mayoría de las convenciones tienen alguna forma de exhibición de arte en donde se expone el trabajo de los artistas, que puede ser comprado directamente o subastado durante la convención. Suele haber también un Cubil de Comerciantes (Dealers Den en inglés) donde distribuidores de arte y cómics, al igual que otros mercaderes, pueden vender su mercancía pagando a cambio una comisión a la convención; un Callejón de Artistas (Artists' Alley en inglés) donde artistas individuales reciben un espacio sin tener que pagar ningún tipo de comisión, usualmente con la condición de que sólo vendan su propio trabajo.
Los artistas pueden también intercambiar entre sí arte mediante libros de bocetos. El arte erótico se permite sólo si está separado del resto y sólo se muestra a los asistentes adultos.
Las convenciones más grandes suelen tener una discoteca al menos por una noche. Normalmente hay un baile para quienes usan fursuit antes del evento principal, con más iluminación y música más lenta para compensar por la visión y movilidad reducida de los fursuiters. Es común el uso de pois y barritas luminosas una vez se bajan las luces. Las convenciones también son una oportunidad para socializar, y son comunes las celebraciones privadas para subgrupos del fandom.
Algunas convenciones hacen subastas para recaudar fondos, las cuales (en los Estados Unidos) recaudan varios miles de dólares para beneficencia, típicamente conservación de la vida silvestre, reservas naturales, refugios de animales o grupos de rescate de animales.

## Asistentes

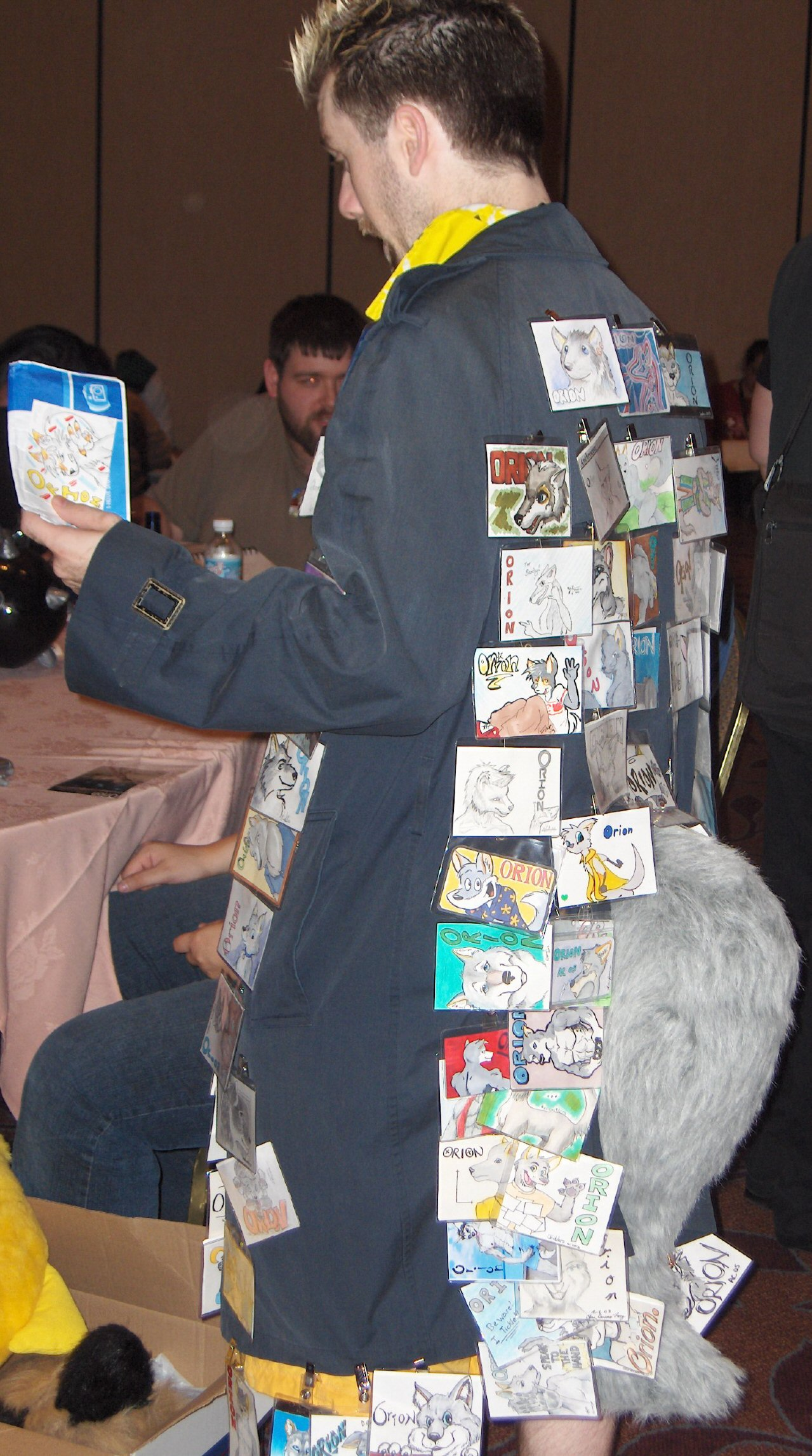
Los fanes pueden pedir varias insignias para identificarse, aunque casi ninguno muestra tantas como este.

Entre los asistentes se cuentan artistas y comerciantes que ofrecen productos y servicios a la venta para los fanes, y aquellos que quieren comprarlos. Otros asisten por la programación, o para encontrarse con amigos u otros furry fans en general. Muchos van por todas estas razones. Algunos publican después un reporte sobre la convención, detallando sus experiencias.
Las personas que asisten a las convenciones más grandes reciben una bolsa con el libro de la convención, un libro abundantemente ilustrado con dibujos, historias y artículos presentados por miembros y por los Invitados de Honor, además de incluir una descripción de la programación del evento, personal, reglas, invitados de honor y cualquier entidad que esté siendo apoyada por la convención. También puede incluirse información de restaurantes locales y un cronograma de bolsillo. Los patrocinadores usualmente reciben artículos adicionales como camisetas, insignias, o lazos, reciben la tarjeta de identificación antes y tienen acceso a áreas exclusivas. También pueden figurar prominentemente en las publicaciones de la convención.
Los fanes pueden usar un fursuit, completo o parcial, u otro traje para expresar su identidad y entretener a otros, aunque menos del 15% de los asistentes lleva fursuit, y pocos de ellos lo usan todo el tiempo. Otros usan accesorios tales como un par de orejas o una cola, particularmente fuera del área principal. Casi todos usan una o más escarapelas o insignias (con badges en inglés) con un dibujo de su personaje antropomórfico, algunas de ellas con lazos que indican el estatus social, como anuncio de afiliación a o patrocinio de la convención. La venta de estos accesorios forma parte del comercio en las convenciones furry.

## Organización y personal

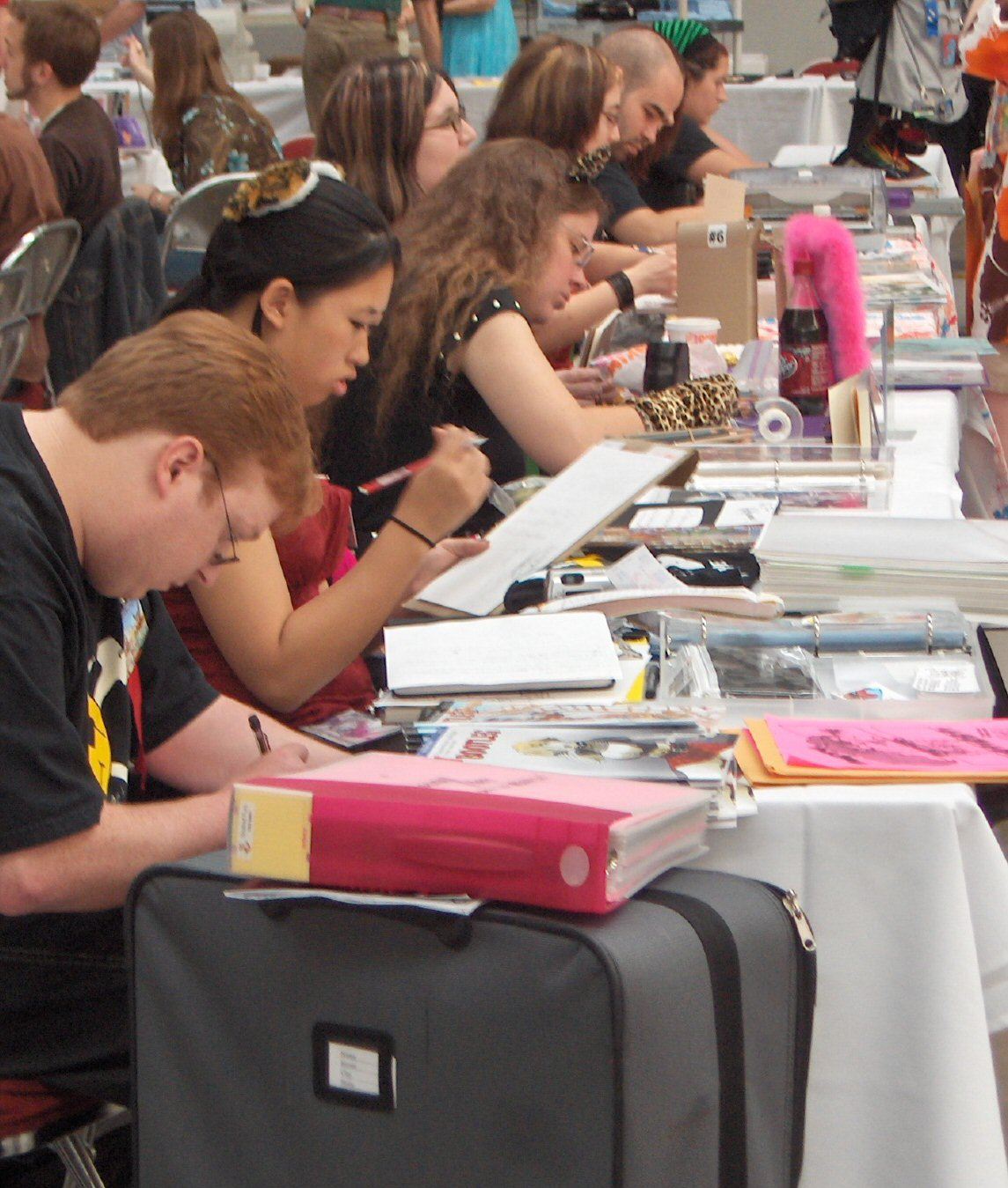
Artists Alley en Anthrocon 2006.

Las convenciones furry son siempre realizadas y preparadas por voluntarios, aunque algunas veces se contratan profesionales para ciertas tareas específicas. El financiamiento de cualquier tipo de convención depende de las registraciones de la convención. Muchas de las convenciones más grandes son incorporadas como organizaciones sin fines de lucro, para estar exentas del pago de impuestos y resguardar los bienes personales de los organizadores - en Estados Unidos, algunos son entidades de caridad, mientras que otras están registradas como club de recreación. Los eventos más grandes requieren hasta cien voluntarios, sin incluir a quienes hacen mandados. Los voluntarios son agradecidos por su participación durante el cierre de ceremonias, los cuales son muy concurridos. 

## Tiempo y duración
La mayoría de las convenciones furry toman lugar durante un fin de semana. Las razones de esto son:
- La mayoría de los fanes tendrían que tomarse vacaciones en el trabajo para poder asistir a un evento que tome lugar durante días hábiles.
- Los hoteles tienen pocos viajeros de negocios durante el fin de semana, haciendo más fácil reservar un conjunto de habitaciones y un lugar seguro para realizar las actividades por un bajo costo. Algunos asistentes cuentan con un salario limitado, por lo que el costo de la estadía en el hotel y la registración son factores importantes.
- Los costos de transporte son más bajos para los viajeros en el fin de semana.

Como las convenciones furry se han expandido, la gran demanda de programación de actividades ha permitido extender los horarios cubiertos por la convención, hasta que incluye actualmente, actividades durante el jueves y el viernes, prolongándose hasta la noche. El sábado sigue siendo el día más ocupado, ya que muchos fanes tienen que volver a sus casas el día domingo. Los pases de un solo día son vendidos a mitad de precio.
- Datos: Q4493539
- Multimedia: Furry conventions / Q4493539